# Game One
Game One é um canal de televisão francês de propriedade da Paramount Networks EMEAA. Exibe programas sobre jogos eletrônicos e animes.
O canal tem exibido vários animes em uma base regular, tais como Fairy Tail, Naruto, Naruto Shippuden, Dragon Ball, Dragon Ball Z, Dragon Ball Z Kai e Eyeshield 21.